# Architektenkammer Niedersachsen

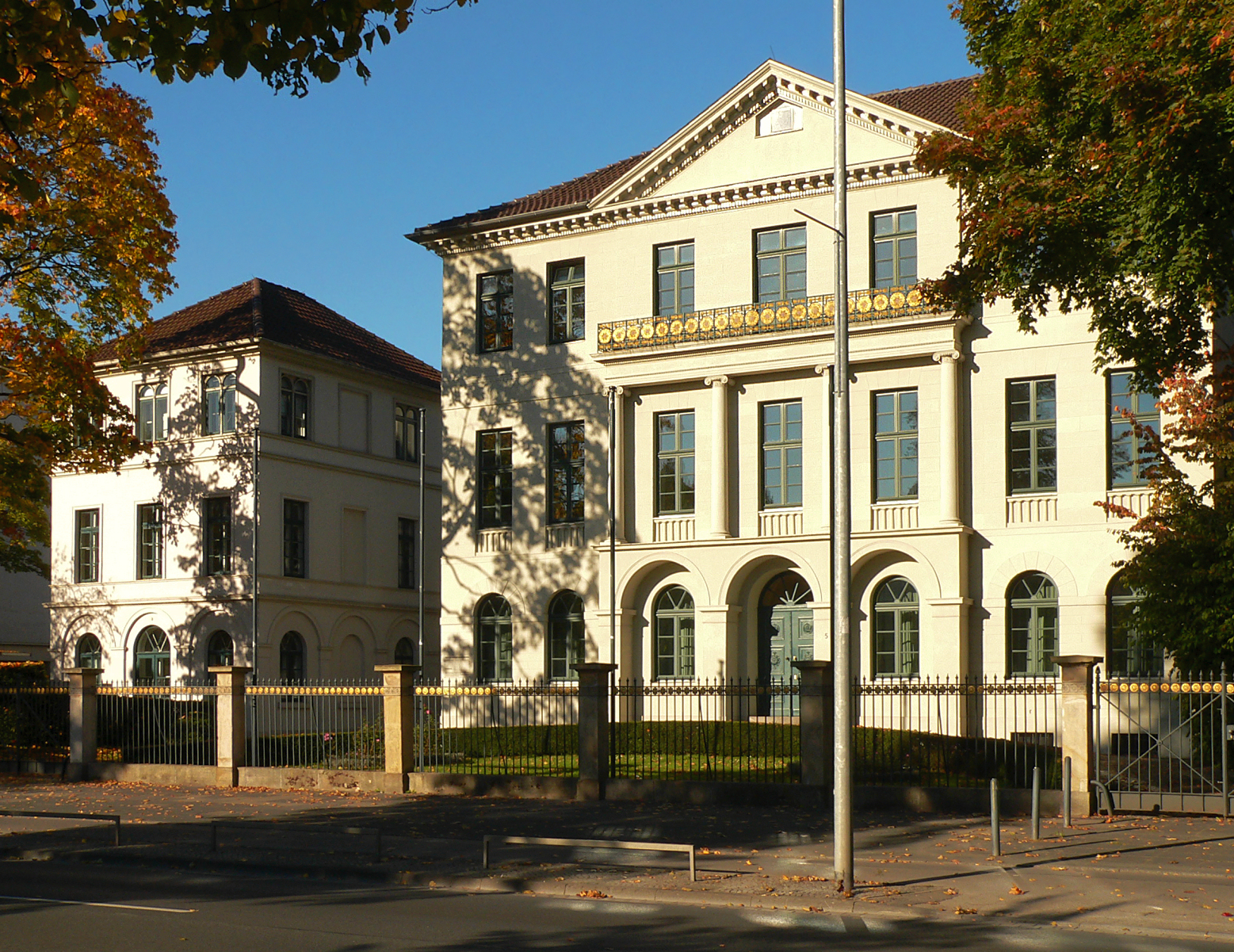
Das Laveshaus am Friedrichswall 5 in Hannover; Sitz der Kammer

Die Architektenkammer Niedersachsen ist der berufsständische Zusammenschluss sämtlicher rund 10.000 Architekten, Innen- und Landschaftsarchitekten sowie Stadtplaner in Niedersachsen. Sitz der Architektenkammer ist das Laveshaus am Friedrichswall 5 in Hannover, Stadtteil Mitte.

## Geschichte
1996 erwarb die Architektenkammer Niedersachsen das ehemalige Wohngebäude des Architekten Georg Ludwig Friedrich Laves sowie das benachbarte Ateliergebäude in Hannover. Nach Restaurierung, Umbau und Ergänzungen durch die Architekten Pax + Hadamczyk, Architekten Koch + Panse von 1997 bis 1998 bezog die Architektenkammer ihren neuen Sitz am Friedrichswall 5.
1998 rief die Architektenkammer Niedersachsen die „Stiftung zur Förderung des beruflichen Nachwuchses“ ins Leben. Schirmherr der Stiftung, die seit 2007 ihren heutigen Namen Lavesstiftung trägt, wurde der ehemalige niedersächsische Wirtschaftsminister Walter Hirche. Die Stiftung nimmt Bezug auf den königlichen Hofbaumeister Laves und spannt „den Bogen von der hannoverschen Tradition in die niedersächsische Zukunft des Bauens“.
Seit 2002 kooperiert die Architektenkammer mit der niedersächsischen Landesregierung bei der Ausschreibung des „Niedersächsischen Staatspreises für Architektur“ sowie beim jährlichen Symposium zur Baukultur.

## Vorstand (unvollständig)
Der durch die Vertreterversammlung gewählte Vorstand führt die Geschäfte der Architektenkammer Niedersachsen durch aktuell 15 Personen:
- Präsident ist seit März 2018 der freischaffende Architekt Robert Marlow, Hannover[7]
- Vizepräsidentin ist die Architektin Christiane Kraatz, Braunschweig[7]
- Vizepräsident ist der Architekt Christoph Schild, Lüneburg[7]

## Publikationen (unvollständig)
- Benita Albrecht u. a.: Bauen im Bestand. Vorhandene Qualitäten nutzen. Aus alt mach neu – ein Leitfaden für private Bauherren, hrsg. von der Architektenkammer Niedersachsen, 1. Auflage, Hannover 2006: Architektenkammer Niedersachsen, ISBN 978-3-9801409-0-4 und ISBN 3-9801409-0-3
- Andreas Ackermann u. a.: Vom Traum zum Haus. Lehr- und Arbeitsmaterialien zur Schulung privater Bauherren, hrsg. von der Architektenkammer Niedersachsen, 2., überarb. Auflage, Hannover 2006: Architektenkammer Niedersachsen, ISBN 978-3-9801409-8-0 und ISBN 3-9801409-8-9
- Gert Kähler, Ute Maasberg (Red.): Architektur in Niedersachsen 2005, hrsg. von der Architektenkammer Niedersachsen, 1. Auflage, Hamburg 2007: Junius-Verlag, ISBN 3-88506-559-2 kart.
- Fachplanung Energie und Bau. Ein Weiterbildungskonzept für die Region Hannover, hrsg. von der Architektenkammer Niedersachsen u. a., in der Reihe Dokumentationen zur wissenschaftlichen Weiterbildung. Zentrale Einrichtung für Weiterbildung, Bd. 43, Hannover [2004?]: Zentrale Einrichtung für Weiterbildung / Universität Hannover, 3-923492-38-3
- RAW 2004, Regeln für die Auslobung von Wettbewerben, Regeln für die Auslobung von Wettbewerben auf den Gebieten der Raumplanung, des Städtebaus und des Bauwesens, hrsg. von der Architektenkammer Niedersachsen [2004]
- Vom Diplom-Ingenieur zum Architekt [Elektronische Ressource]. Informationen für Absolventen in der berufspraktischen Tätigkeit, Niedersächsisches Architektengesetz, Niedersächsische Bauordnung, Bayerische Architektenversorgung und weitere, hrsg. von der Architektenkammer Niedersachsen, [2004?] CD-ROM
- Regeln für Architektenwettbewerbe (RAW 2001), 2. Auflage, Hannover 2002: Architektenkammer Niedersachsen [u. a.]
- Bauen mit Vertrauen. Das haben Sie davon, wenn Sie mit einem Architekten zusammenarbeiten, hrsg. von der Architektenkammer Niedersachsen, Körperschaft des Öffentlichen Rechts, 2001
- Barrierefreies Bauen. Grundlagen und Planungsmöglichkeiten. Informationen der Beratungsstelle für Behindertengerechtes und Altersgerechtes Bauen, hrsg. Architektenkammer Niedersachsen, [Hannover] 1999: Architektenkammer Niedersachsen
- Gert Kähler, Paulhans Peters, Eva Holtz: Architektur in Niedersachsen 1970 - 1995, hrsg. von der Architektenkammer Niedersachsen, Hamburg 1995: Junius, ISBN 3-88506-256-9 (engl. brosch.)
- I. Schumann: Der Architektenwettbewerb aus Anlass der Ausstellung gleichnamigen Ausstellung vom 9. Oktober bis zum 25. November 1984 im Landtagsgebäude, hrsg. von der Architektenkammer Niedersachsen, Hannover [1985]: Architektenkammer Niedersachsen
- Hermann Boockhoff, Jürgen Knotz (Bearb.): Architektur in Hannover seit 1900, hrsg. von der Architektenkammer Niedersachsen, München 1981: Callwey, ISBN 3-7667-0599-7 (engl. brosch.)
- Wulf von Appen: Architektenhandbuch Niedersachsen Loseblattsammlung, hrsg. von der Architektenkammer Niedersachsen, Stuttgart, München, Hannover: Boorberg
  - Grundwerk, 1973
  - Ergänzungen, 1976ff.